# Shariatpur
Shariatpur est un district du Bangladesh. Il est situé dans la division de Dhaka. La ville principale est Shariatpur.